# Övre Osttjärnen
Övre Osttjärnen är en sjö i Åsele kommun i Lappland och ingår i Lögdeälvens huvudavrinningsområde. Sjön har en area på 0,0499 kvadratkilometer och ligger 411,9 meter över havet. Övre Osttjärnen ligger i Lögdeälven Natura 2000-område.

## Delavrinningsområde
Övre Osttjärnen ingår i det delavrinningsområde (714130-159923) som SMHI kallar för Ovan 713931-160207. Medelhöjden är 441 meter över havet och ytan är 20,54 kvadratkilometer. Räknas de 35 avrinningsområdena uppströms in blir den ackumulerade arean 269,26 kvadratkilometer. Avrinningsområdets utflöde Lögdeälven (Lögdån) mynnar i havet. Avrinningsområdet består mestadels av skog (76 procent). Avrinningsområdet har 0,51 kvadratkilometer vattenytor vilket ger det en sjöprocent på 2,5 procent.